# Надарево
Надарево (болг. Надарево) — село в Болгарии. Находится в Тырговиштской области, входит в общину Тырговиште. Население составляет 450 человек (2022).

## Политическая ситуация
В местном кметстве Надарево, в состав которого входит Надарево, должность кмета (старосты) исполняет Мехмед Исмаилов Мехмедов (Движение за права и свободы (ДПС)) по результатам выборов правления кметства.
Кмет (мэр) общины Тырговиште — Красимир Митев Мирев (инициативный комитет) по результатам выборов в правление общины.